# Serie Mundial de Rugby 7 2004-05
La Serie Mundial Masculina de Rugby 7 2004-05 fue la 6ª temporada del circuito de selecciones nacionales masculinas de rugby 7.

## Etapas
| Torneo                       | Campeón       |
| ---------------------------- | ------------- |
| Seven de Dubái 2004          | Inglaterra    |
| Seven de Sudáfrica 2004      | Nueva Zelanda |
| Seven de Nueva Zelanda 2005  | Nueva Zelanda |
| Seven de Estados Unidos 2005 | Nueva Zelanda |
| Seven de Singapur 2005       | Nueva Zelanda |
| Seven de Londres 2005        | Sudáfrica     |
| Seven de Francia 2005        | Francia       |

## Tabla de posiciones
| Pos | País          | UAE | RSA | NZL | USA | SIN | ENG | FRA | Puntos |
| --- | ------------- | --- | --- | --- | --- | --- | --- | --- | ------ |
| 1   | Nueva Zelanda | 12  | 20  | 20  | 20  | 20  | 12  | 12  | 116    |
| 2   | Fiyi          | 16  | 16  | 12  | 8   | 12  | 8   | 16  | 88     |
| 3   | Inglaterra    | 20  | 12  | 4   | 12  | 16  | 16  | 6   | 86     |
| 4   | Sudáfrica     | 12  | 8   | 12  | 4   | 12  | 20  | 8   | 76     |
| 5   | Argentina     | 6   | 12  | 16  | 16  | 4   | 12  | 4   | 70     |
| 6   | Samoa         | 8   | 6   | 4   | 6   | 8   | 2   | 12  | 46     |
| 7   | Australia     | 4   | 2   | 8   | 12  | 6   | 6   | 4   | 42     |
| 8   | Francia       | 0   | 0   | 0   | 4   | 2   | 4   | 20  | 30     |
| 9   | Escocia       | 4   | 0   | 6   | 0   | 4   | 4   | 2   | 20     |
| 10  | Kenia         | 0   | 4   | 2   | 0   | 0   | 0   | 0   | 6      |
| 11  | Túnez         | 0   | 4   | 0   | 0   | 0   | 0   | 0   | 4      |
| 12  | Canadá        | 0   | 0   | 0   | 2   | 0   | 0   | 0   | 2      |
| 13  | Portugal      | 2   | 0   | 0   | 0   | 0   | 0   | 0   | 2      |

| Bandera de Nueva Zelanda |
| Campeón Nueva Zelanda    |
| Sexto título             |